# Ruud Krol
Ruud Krol (Amszterdam, 1949. március 24. –) holland labdarúgó, edző. 83-szoros holland válogatott. Pályafutása nagy részében az Ajax csapatában játszott. Majd játékosként és edzőként is a világ számos pontján megfordult.

## Pályafutása

### Játékosként
Rinus Michels edzősége idején kezdte a pályafutást az Ajaxnál. Az első idényben kevés lehetőséghez jutott. 1969-ben a védelemből Theo van Duivenbode a Feyenoordhoz szerződött és Krol állandó kezdőjátékos lett. Az Ajax első 1971-es BEK győzelme során nem játszott a döntőben, mert éppen sérült volt: eltörte a lábát. A másik két győztes BEK döntőn már szerepelt. 1973 után az Ajax játékosok nagy része külföldre távozott (többek között: Cruijff, Neeskens), de Krol hűséges maradt az Ajaxhoz, melynek Piet Keizer távozása után csapatkapitánya is lett 1980-ig. Ezután egy idényre az Észak-amerikai labdarúgó ligában (NASL) szereplő kanadai Vancouver Whitecaps csapatába szerződött. A következő négy szezonban Olaszországban játszott, ahol éppen, akkor engedélyezték újra csapatonként egy külföldi szerepeltetését. Nápoly után a francia másodosztályú Cannes csapatában fejezte be az aktív labdarúgást.
Krol 1969-ben Anglia ellen mutatkozott a holland válogatottban és 83 válogatottságot ért el, ami sokáig nemzeti rekord volt. Krol a totális labdarúgás egyik kiváló képviselője volt. A védelemtől a középpályáig nagyon sokféle szerepkörben játszott. 1974-es világbajnokságon Brazília ellen ő készített elő Cruijff gólját, Argentína ellen hatalmas bombagóllal volt eredményes. A döntőt végül elvesztették 2–1-re a házigazda NSZK ellen.
1978-as Argentínában rendezett világbajnokságon Krol söprögetőként szerepelt a válogatottban és csapatkapitány is lett Cruijff távolmaradása után. Bekerült A FIFA All Star csapatába is, miután a döntőt ismét elvesztették a házigazdák ellen 3–1-re. 1979-es Aranylabda szavazáson harmadik lett Kevin Keegan és Karl-Heinz Rummenigge mögött.

### Edzőként
A holland válogatottnál Louis van Gaal, az Ajaxnál Ronald Koeman segítője volt. Dolgozott az egyiptomi ez-Zamálek csapatánál, ahol 1999-ben egyiptomi kupát nyertek. 2006–2007-es idényben a francia másodosztályú AC Ajaccio vezetőedzője volt. 2008-tól a dél-afrikai Orlando Pirates vezetőedzője.

## Sikerei, díjai

### Játékosként
- Holland bajnok: 1969–70, 1971–72, 1972–73
- Holland kupa-győztes: 1969–70, 1970–71, 1971–72
- Bajnokcsapatok Európa-kupája-győztes: 1970–71, 1971–72, 1972–73.
- Világbajnoki ezüstérmes: 1974, 1978

## Statisztika

### Mérkőzései a holland válogatottban
| Hollandia | Hollandia            | Hollandia                                  | Hollandia      | Hollandia | Hollandia      | Hollandia      | Hollandia | Hollandia |
| #         | Dátum                | Helyszín                                   | Hazai          | Eredmény  | Vendég         | Kiírás         | Gólok     | Esemény   |
| --------- | -------------------- | ------------------------------------------ | -------------- | --------- | -------------- | -------------- | --------- | --------- |
| 1.        | 1969. november 5.    | Amszterdam, Olimpiai Stadion               | Hollandia      | 0 – 1     | Anglia         | barátságos     | -         |           |
| 2.        | 1970. január 14.     | London, Wembley Stadion                    | Anglia         | 0 – 0     | Hollandia      | barátságos     | -         |           |
| 3.        | 1970. január 28.     | Tel-Aviv, Bloomfield stadion               | Izrael         | 0 – 1     | Hollandia      | barátságos     | -         |           |
| 4.        | 1971. november 17.   | Eindhoven, Philips Sportpark               | Luxemburg      | 0 – 8     | Hollandia      | Eb-selejtező   | -         |           |
| 5.        | 1971. december 1.    | Amszterdam, Olimpiai Stadion               | Hollandia      | 2 – 1     | Skócia         | barátságos     | -         |           |
| 6.        | 1972. február 16.    | Pireusz, Karaiszkákisz Stadion             | Görögország    | 0 – 5     | Hollandia      | barátságos     | -         |           |
| 7.        | 1972. május 3.       | Rotterdam, Feijenoord Stadion              | Hollandia      | 3 – 0     | Peru           | barátságos     | -         |           |
| 8.        | 1972. augusztus 30.  | Prága, Stadion Letná                       | Csehszlovákia  | 1 – 2     | Hollandia      | barátságos     | -         |           |
| 9.        | 1972. november 1.    | Rotterdam, Feijenoord Stadion              | Hollandia      | 9 – 0     | Norvégia       | vb-selejtező   | -         |           |
| 10.       | 1972. november 19.   | Antwerpen, Bosuilstadion                   | Belgium        | 0 – 0     | Hollandia      | vb-selejtező   | -         |           |
| 11.       | 1973. március 28.    | Bécs, Práter Stadion                       | Ausztria       | 1 – 0     | Hollandia      | barátságos     | -         |           |
| 12.       | 1973. május 2.       | Amszterdam, Olimpiai Stadion               | Hollandia      | 3 – 2     | Spanyolország  | barátságos     | -         |           |
| 13.       | 1973. augusztus 22.  | Amszterdam, Stadion De Meer                | Hollandia      | 5 – 0     | Izland         | vb-selejtező   | -         | 32'       |
| 14.       | 1973. augusztus 29.  | Deventer, De Adelaarshorst                 | Izland         | 1 – 8     | Hollandia      | vb-selejtező   | -         |           |
| 15.       | 1973. szeptember 12. | Oslo, Ullevaal Stadion                     | Norvégia       | 1 – 2     | Hollandia      | vb-selejtező   | -         |           |
| 16.       | 1973. október 10.    | Rotterdam, Feijenoord Stadion              | Hollandia      | 1 – 1     | Lengyelország  | barátságos     | -         |           |
| 17.       | 1973. november 18.   | Amszterdam, Olimpiai Stadion               | Hollandia      | 0 – 0     | Belgium        | vb-selejtező   | -         |           |
| 18.       | 1974. március 27.    | Rotterdam, Feijenoord Stadion              | Hollandia      | 1 – 1     | Ausztria       | barátságos     | 1         | 45'       |
| 19.       | 1974. május 26.      | Amszterdam, Olimpiai Stadion               | Hollandia      | 4 – 1     | Argentína      | barátságos     | -         |           |
| 20.       | 1974. június 5.      | Rotterdam, Feijenoord Stadion              | Hollandia      | 0 – 0     | Románia        | barátságos     | -         |           |
| 21.       | 1974. június 15.     | Hannover, Niedersachsenstadion (FRG)       | Uruguay        | 0 – 2     | Hollandia      | vb-csoportkör  | -         |           |
| 22.       | 1974. június 19.     | Dortmund, Westfalenstadion (FRG)           | Hollandia      | 0 – 0     | Svédország     | vb-csoportkör  | -         |           |
| 23.       | 1974. június 23.     | Dortmund, Westfalenstadion (FRG)           | Bulgária       | 1 – 4     | Hollandia      | vb-csoportkör  | -         |           |
| 24.       | 1974. június 26.     | Gelsenkirchen, Parkstadion (FRG)           | Argentína      | 0 – 4     | Hollandia      | vb-középdöntő  | 1         | 25'       |
| 25.       | 1974. június 30.     | Gelsenkirchen, Parkstadion (FRG)           | NDK            | 0 – 2     | Hollandia      | vb-középdöntő  | -         |           |
| 26.       | 1974. július 3.      | Dortmund, Westfalenstadion (FRG)           | Brazília       | 0 – 2     | Hollandia      | vb-középdöntő  | -         |           |
| 27.       | 1974. július 7.      | München, Olimpiai Stadion                  | NSZK           | 2 – 1     | Hollandia      | vb-döntő       | -         |           |
| 28.       | 1974. szeptember 4.  | Stockholm, Råsunda Stadion                 | Svédország     | 1 – 5     | Hollandia      | barátságos     | -         | 78'       |
| 29.       | 1974. szeptember 25. | Helsinki, Olimpiai Stadion                 | Finnország     | 1 – 3     | Hollandia      | Eb-selejtező   | -         |           |
| 30.       | 1974. október 9.     | Rotterdam, Feijenoord Stadion              | Hollandia      | 1 – 0     | Svájc          | barátságos     | -         |           |
| 31.       | 1974. november 20.   | Rotterdam, Feijenoord Stadion              | Hollandia      | 3 – 1     | Olaszország    | Eb-selejtező   | -         |           |
| 32.       | 1975. április 30.    | Antwerpen, Bosuilstadion                   | Belgium        | 1 – 0     | Hollandia      | barátságos     | -         |           |
| 33.       | 1975. május 17.      | Frankfurt, Waldstadion                     | NSZK           | 1 – 1     | Hollandia      | barátságos     | -         |           |
| 34.       | 1975. szeptember 3.  | Nijmegen, Goffertstadion                   | Hollandia      | 4 – 1     | Finnország     | Eb-selejtező   | -         |           |
| 35.       | 1975. szeptember 10. | Chorzów, Stadion Śląski                    | Lengyelország  | 4 – 1     | Hollandia      | Eb-selejtező   | -         |           |
| 36.       | 1975. október 15.    | Amszterdam, Olimpiai Stadion               | Hollandia      | 3 – 0     | Lengyelország  | Eb-selejtező   | -         |           |
| 37.       | 1975. november 22.   | Róma, Olimpiai Stadion                     | Olaszország    | 1 – 0     | Hollandia      | Eb-selejtező   | -         |           |
| 38.       | 1976. április 25.    | Rotterdam, Feijenoord Stadion              | Hollandia      | 5 – 0     | Belgium        | Eb-negyeddöntő | -         |           |
| 39.       | 1976. május 22.      | Brüsszel, Heysel Stadion                   | Belgium        | 1 – 2     | Hollandia      | Eb-negyeddöntő | -         |           |
| 40.       | 1976. június 16.     | Zágráb, Maksimir Stadion (YUG)             | Csehszlovákia  | 3 – 1     | Hollandia      | Eb-elődöntő    | -         |           |
| 41.       | 1976. június 19.     | Zágráb, Maksimir Stadion                   | Jugoszlávia    | 2 – 3     | Hollandia      | Eb 3. helyért  | -         |           |
| 42.       | 1976. szeptember 8.  | Reykjavík, Laugardalsvöllur                | Izland         | 0 – 1     | Hollandia      | vb-selejtező   | -         |           |
| 43.       | 1976. október 13.    | Rotterdam, Feijenoord Stadion              | Hollandia      | 2 – 2     | Észak-Írország | vb-selejtező   | 1         | 64'       |
| 44.       | 1977. február 9.     | London, Wembley Stadion                    | Anglia         | 0 – 2     | Hollandia      | barátságos     | -         |           |
| 45.       | 1977. március 26.    | Antwerpen, Bosuilstadion                   | Belgium        | 0 – 2     | Hollandia      | vb-selejtező   | -         |           |
| 46.       | 1977. augusztus 31.  | Nijmegen, Goffertstadion                   | Hollandia      | 4 – 1     | Izland         | vb-selejtező   | -         |           |
| 47.       | 1977. október 5.     | Rotterdam, Feijenoord Stadion              | Hollandia      | 0 – 0     | Szovjetunió    | barátságos     | -         | 66'       |
| 48.       | 1977. október 12.    | Belfast, Windsor Park                      | Észak-Írország | 0 – 1     | Hollandia      | vb-selejtező   | -         |           |
| 49.       | 1977. október 26.    | Amszterdam, Olimpiai Stadion               | Hollandia      | 1 – 0     | Belgium        | vb-selejtező   | -         |           |
| 50.       | 1978. február 22.    | Ramat Gan, Nemzeti Stadion                 | Izrael         | 1 – 2     | Hollandia      | barátságos     | -         |           |
| 51.       | 1978. április 5.     | Tunisz, Stade El Menzah                    | Tunézia        | 0 – 4     | Hollandia      | barátságos     | -         | 46'       |
| 52.       | 1978. május 20.      | Bécs, Práter Stadion                       | Ausztria       | 0 – 1     | Hollandia      | barátságos     | -         |           |
| 53.       | 1978. június 3.      | Mendoza, Estadio Malvinas Argentinas (ARG) | Irán           | 0 – 3     | Hollandia      | vb-csoportkör  | -         |           |
| 54.       | 1978. június 7.      | Mendoza, Estadio Malvinas Argentinas (ARG) | Peru           | 0 – 0     | Hollandia      | vb-csoportkör  | -         |           |
| 55.       | 1978. június 11.     | Mendoza, Estadio Malvinas Argentinas (ARG) | Hollandia      | 2 – 3     | Skócia         | vb-csoportkör  | -         |           |
| 56.       | 1978. június 14.     | Córdoba, Estadio Chateau Carreras (ARG)    | Ausztria       | 1 – 5     | Hollandia      | vb-középdöntő  | -         |           |
| 57.       | 1978. június 18.     | Córdoba, Estadio Chateau Carreras (ARG)    | NSZK           | 2 – 2     | Hollandia      | vb-középdöntő  | -         |           |
| 58.       | 1978. június 21.     | Buenos Aires, Estadio Monumental (ARG)     | Olaszország    | 1 – 2     | Hollandia      | vb-középdöntő  | -         |           |
| 59.       | 1978. június 25.     | Buenos Aires, Estadio Monumental           | Argentína      | 3 – 1     | Hollandia      | vb-döntő       | -         | 15'       |
| 60.       | 1978. szeptember 20. | Nijmegen, Goffertstadion                   | Hollandia      | 3 – 0     | Izland         | Eb-selejtező   | 1         | 31'       |
| 61.       | 1978. október 11.    | Bern, Wankdorfstadion                      | Svájc          | 1 – 3     | Hollandia      | Eb-selejtező   | -         |           |
| 62.       | 1978. november 15.   | Rotterdam, Feijenoord Stadion              | Hollandia      | 3 – 0     | NDK            | Eb-selejtező   | -         |           |
| 63.       | 1978. december 20.   | Düsseldorf, Rheinstadion                   | NSZK           | 3 – 1     | Hollandia      | barátságos     | -         | 62'       |
| 64.       | 1979. május 2.       | Chorzów, Stadion Śląski                    | Lengyelország  | 2 – 0     | Hollandia      | Eb-selejtező   | -         |           |
| 65.       | 1979. május 22.      | Bern, Wankdorfstadion (SUI)                | Argentína      | 0 – 0     | Hollandia      | barátságos     | -         |           |
| 66.       | 1979. szeptember 5.  | Reykjavík, Laugardalsvöllur                | Izland         | 0 – 4     | Hollandia      | Eb-selejtező   | -         |           |
| 67.       | 1979. szeptember 26. | Rotterdam, Feijenoord Stadion              | Hollandia      | 1 – 0     | Belgium        | barátságos     | -         |           |
| 68.       | 1979. október 17.    | Amszterdam, Olimpiai Stadion               | Hollandia      | 1 – 1     | Lengyelország  | Eb-selejtező   | -         |           |
| 69.       | 1979. november 21.   | Lipcse, Zentralstadion                     | NDK            | 2 – 3     | Hollandia      | Eb-selejtező   | -         |           |
| 70.       | 1980. január 23.     | Vigo, Estadio de Balaídos                  | Spanyolország  | 1 – 0     | Hollandia      | barátságos     | -         |           |
| 71.       | 1980. március 26.    | Párizs, Parc des Princes                   | Franciaország  | 0 – 0     | Hollandia      | barátságos     | -         |           |
| 72.       | 1980. június 11.     | Nápoly, Stadio San Paolo (ITA)             | Görögország    | 0 – 1     | Hollandia      | Eb-csoportkör  | -         |           |
| 73.       | 1980. június 14.     | Nápoly, Stadio San Paolo (ITA)             | NSZK           | 3 – 2     | Hollandia      | Eb-csoportkör  | -         |           |
| 74.       | 1980. június 17.     | Milánó, Giuseppe Meazza Stadion (ITA)      | Csehszlovákia  | 1 – 1     | Hollandia      | Eb-csoportkör  | -         |           |
| 75.       | 1980. november 19.   | Brüsszel, Heysel Stadion                   | Belgium        | 1 – 0     | Hollandia      | vb-selejtező   | -         |           |
| 76.       | 1981. március 25.    | Rotterdam, Feijenoord Stadion              | Hollandia      | 1 – 0     | Franciaország  | vb-selejtező   | -         |           |
| 77.       | 1981. április 29.    | Nicosia, Makário Stadion                   | Ciprus         | 0 – 1     | Hollandia      | vb-selejtező   | -         |           |
| 78.       | 1981. szeptember 9.  | Rotterdam, Feijenoord Stadion              | Hollandia      | 2 – 2     | Írország       | vb-selejtező   | -         |           |
| 79.       | 1981. október 14.    | Rotterdam, Feijenoord Stadion              | Hollandia      | 3 – 0     | Belgium        | vb-selejtező   | -         |           |
| 80.       | 1981. november 18.   | Párizs, Parc des Princes                   | Franciaország  | 2 – 0     | Hollandia      | vb-selejtező   | -         |           |
| 81.       | 1982. március 23.    | Glasgow, Hampden Park                      | Skócia         | 2 – 1     | Hollandia      | barátságos     | -         |           |
| 82.       | 1982. május 25.      | London, Wembley Stadion                    | Anglia         | 2 – 0     | Hollandia      | barátságos     | -         |           |
| 83.       | 1983. február 16.    | Sevilla, Ramón Sánchez Pizjuan Stadion     | Spanyolország  | 1 – 0     | Hollandia      | Eb-selejtező   | -         |           |
|           | Összesen             |                                            |                | 83        | mérkőzés       |                | 4         | gól       |